# Kuerschneria
Kuerschneria là một chi rêu trong họ Sematophyllaceae.